# 平定罗刹方略
《平定羅剎方略》，凡四卷，是清朝初年中俄交涉文件的匯集。
羅剎是指俄羅斯沙皇国。康熙二十四年（1685年），康熙帝命国史馆编纂《平定罗刹方略》；康熙二十八年（1689年）清廷與沙皇簽定《尼布楚條約》之後成书。方略中汇集的文件以时间顺序编列。